# Velryba japonská
Velryba japonská (Eubalaena japonica) je kytovec, který náleží do rodu tzv. pravých velryb (Eubalaena). Obývá severní část Tichého oceánu. Původně byl pokládán za geografický poddruh velryby černé, teprve v roce 2000 ho Mezinárodní velrybářská komise na základě analýzy DNA uznala za samostatný druh.

## Popis
Velryba japonská je o něco větší než velryba černá: dosahuje délky 17 až 18 metrů a váhy 70 až 100 tun (výjimečně snad až 135 tun). Je tak jedním z největších známých kytovců a zároveň jedním z největších živočichů všech dob. Mládě měří při narození 4 až 5 metrů a váží okolo jedné tuny. Tělo je zavalité a výrazně mohutnější než těla kytovců podobné velikosti (keporkaci, plejtváci sejvalové, vorvani), jeho obvod dosahuje 60 % délky. Kůže je černě zbarvená s nepravidelnou bílou skvrnou na břiše. Hlava je posetá charakteristickými útvary ztvrdlé kůže nazývanými kalozity, které vytvářejí u každého jedince unikátní kresbu. V ústech má velryba kostice, jimiž filtruje zooplankton, tvořící její potravu.

## Výskyt
V létě žije velryba v Beringově a Ochotském moři, odkud v zimě migruje do teplejších vod okolo Japonska a Kalifornie. Počet kusů žijících na počátku 19. století se odhaduje na dvacet tisíc, ale populace byla zdecimována intenzivním lovem a druh byl Mezinárodním svazem ochrany přírody zařazen mezi ohrožené. Lov byl zakázán mezinárodní úmluvou v roce 1935, i když ještě v šedesátých letech byla zaznamenána řada případů ilegálního zabití velryb sovětskými námořníky. Velryby japonské vzhledem k tomu, že se s oblibou zdržují těsně pod hladinou, občas hynou po střetech s velkými plavidly, jejich populace je také ohrožována hybridním křížením s velrybami grónskými. Počet velryb japonských na počátku 21. století se odhaduje na necelou tisícovku.